# ピアノソナタK.576

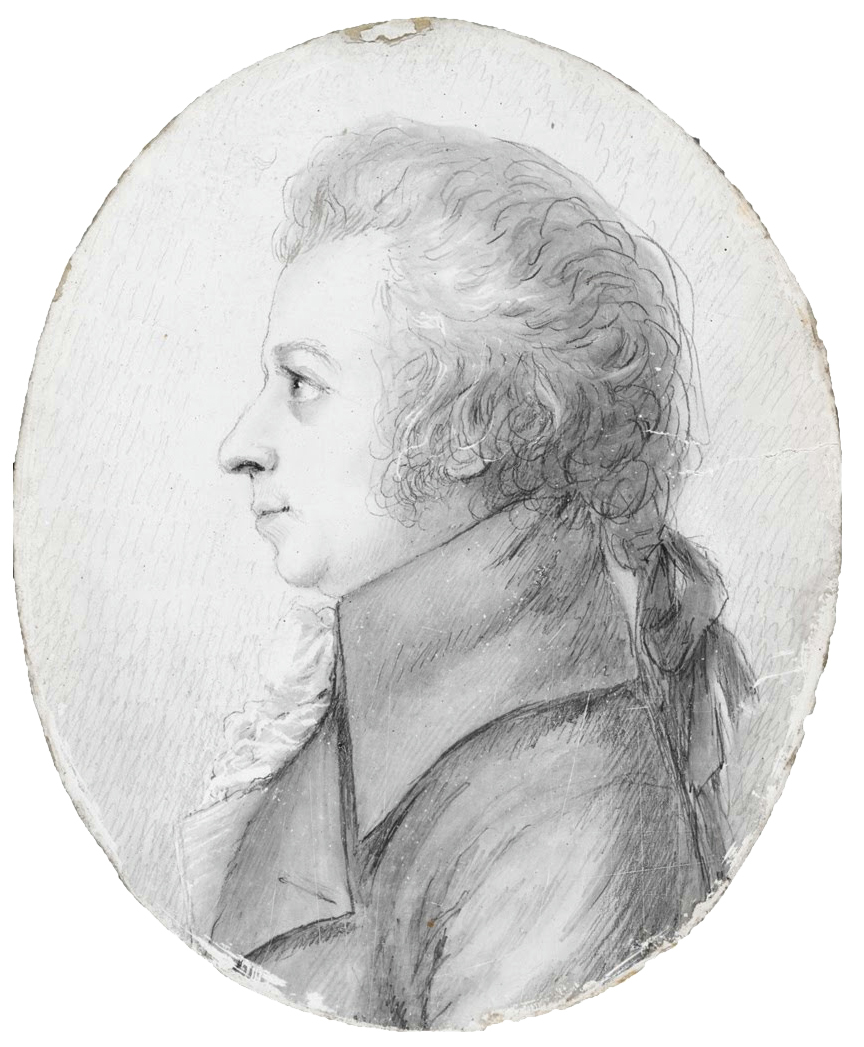
ドーラ・シュトックによるモーツァルトの肖像画（1789年）

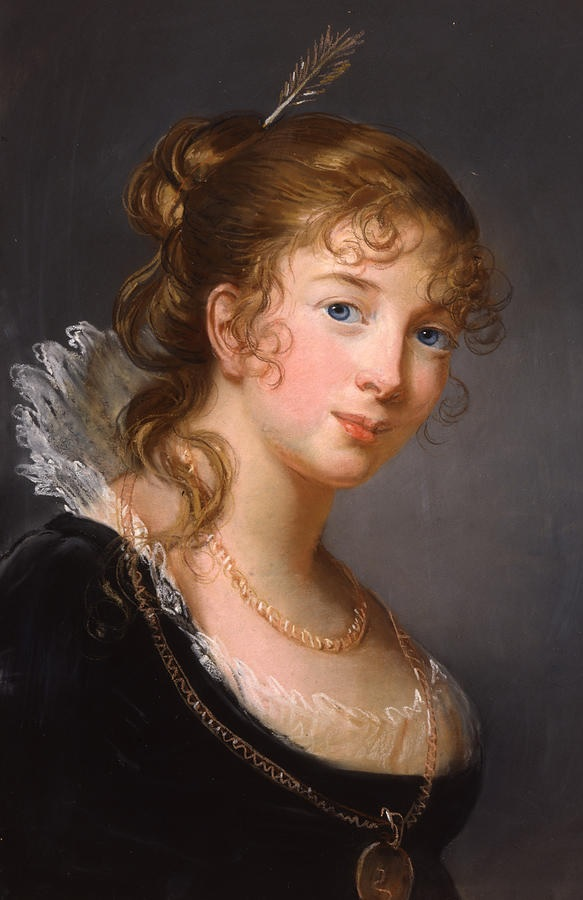
エリザベート＝ルイーズ・ヴィジェ＝ルブランによるフリーデリケ・シャルロッテ王女の肖像画（1801年）

ピアノソナタ ニ長調 K. 576 は、ヴォルフガング・アマデウス・モーツァルトが作曲した最後のピアノソナタ。旧モーツァルト全集では第17番、新モーツァルト全集では第18番である。また、第1楽章の冒頭の旋律が角笛を連想させることから、国によっては『狩』や『トランペット』の愛称で呼ばれる場合がある。

## 概要
モーツァルトは1789年にドイツを旅行し、ベルリンにおいてプロイセン王フリードリヒ・ヴィルヘルム2世の御前で演奏する機会があった。その際にモーツァルトは王から、6曲の弦楽四重奏曲と、長女フリーデリケ・シャルロッテ王女のために6曲のやさしいピアノソナタの作曲を依頼されたといわれる。しかし、プロイセン側の公式記録や当時の手紙や新聞などにはモーツァルトの上記の作曲に関する記述は一切発見されておらず、メイナード・ソロモンはモーツァルトの主張を疑問視しており、モーツァルトによる捏造と推測している。
ウィーンに戻った後、モーツァルトは作曲にかかったが、結局完成したのは弦楽四重奏曲が3曲（これらは「プロシャ王セット」と通称される）と、ピアノソナタが1曲のみであった。このピアノソナタが本作であるが、上記の依頼の真偽は別にしても、実際にはモーツァルトのピアノソナタの中でも演奏が難しい作品となっている。また、バロック的な対位法が活用されていることが特徴である。弦楽四重奏曲同様にモーツァルトの死後の1796年にアルタリア社から遺作として出版されたが、自筆譜は現存しない。

## 曲の構成
全3楽章、演奏時間は約15分。
- 第1楽章 アレグロ
ニ長調、8分の6拍子、ソナタ形式。
お使いのブラウザーでは、音声再生がサポートされていません。音声ファイルをダウンロードをお試しください。
- 第2楽章 アダージョ
イ長調、4分の3拍子、三部形式。
お使いのブラウザーでは、音声再生がサポートされていません。音声ファイルをダウンロードをお試しください。
- 第3楽章 アレグレット
ニ長調、4分の2拍子、ロンド形式。
お使いのブラウザーでは、音声再生がサポートされていません。音声ファイルをダウンロードをお試しください。